# Jim Ryun

James Ronald ("Jim") Ryun (nacido el 29 de abril de 1947) es un exatleta estadounidense y político, que fue un miembro Republicano de la Cámara de Representantes de Estados Unidos desde 1996 hasta 2007, representando al Segundo Distrito en Kansas. En la elección de 2006, Ryun fue derrotado por Nancy Boyda. En la primaria republicana de Kansas el 5 de agosto de 2008, derrotó a Lynn Jenkins.
Antes de su carrera política, Ryun fue un destacado atleta llegando a ser un corredor de clase mundial y el último de Estados Unidos en mantener el récord mundial en la carrera de una milla. A lo largo de su carrera marcó varios récords mundiales, aunque en sus tres intentos nunca ganó una medalla de oro olímpica.